# Marquesado de Villalobar
El marquesado de Villalobar es un título nobiliario español creado por el rey Alfonso XII en favor de Ramiro Saavedra y Cueto, diputado a Cortes, el 1 de junio de 1875 por real decreto y el 11 de agosto del mismo año por real despacho, en memoria de un antiguo señorío de la Casa de los marqueses de Andía.

## Marqueses de Villalobar
|                          | Titular                      | Periodo                  |
| Creación por Alfonso XII | Creación por Alfonso XII     | Creación por Alfonso XII |
| ------------------------ | ---------------------------- | ------------------------ |
| I                        | Ramiro Saavedra y Cueto      | 1875-1895                |
| II                       | Rodrigo de Saavedra y Vinent | 1896-1926                |
| III                      | Carlos de Saavedra y Ozores  | 1928-¿?                  |
| IV                       | José Saavedra y Ligne        | 2005-hoy                 |

## Historia de los marqueses de Villalobar
- Ramiro Saavedra y Cueto (n. 28 de septiembre de 1836), I marqués de Villalobar, oficial de caballería, diputado a Cortes, caballero de la Real Maestranza de Zaragoza.[1]

Casó el 21 de enero de 1863 con Valentina Vinent y O'Neill. En 1896 le sucedió su hijo:

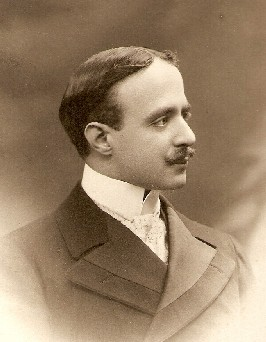
Rodrigo de Saavedra y Vinent (1864-1926), II marqués de Villalobar.

- Rodrigo de Saavedra y Vinent (Madrid, 4 de enero de 1864-Bruselas, 9 de julio de 1926), II marqués de Villalobar, diplomático de España en Washington (1890-1895), segundo secretario de embajada en París (1896-1901) y delegado de España para la Exposición Universal de 1900, primer secretario de embajada en Londres (1901-1907), ministro residente y consejero de Embajada (1907-1909), también en Londres, ministro plenipotenciario de España en Washington (1909), en Lisboa (1910) y en Bruselas (1913), embajador en Bruselas (1921), doctor honoris causa por las Universidades de Brujas y Lieja; miembro correspondiente de la Académie Royale de l’Histoire, en Bruselas, y académico de la Real Academia de la Historia, gentilhombre de Cámara del rey, maestrante de Zaragoza y poseedor de treinta y dos condecoraciones, destacando la gran cruz de la Orden de Isabel la Católica y la de Carlos III, caballero de la Orden de Leopoldo (Bélgica), Cruz de San Gregorio el Grande (Vaticano), comendador de la Legión de Honor (Francia), la Real Orden Victoriana y la Gran Cruz de San Mauricio y San Lázaro (Italia).[3]

Casó en 1911, en Bélgica, con María de la Aurora Ozores y Saavedra (1871-1939), su prima carnal, VIII marquesa de Guimarey y dama de honor de la Diputación Provincial de Madrid. El 25 de febrero de 1928 le sucedió su hijo:
- Carlos de Saavedra y Ozores, III marqués de Villalobar, IX marqués de Guimarey.[1]

Casó con Isabel de Ligne y Noailles. El 16 de febrero de 2005, tras solicitud cursada el 5 de octubre de 2004 (BOE del 8 de noviembre) y orden del 23 de diciembre para que se expida la correspondiente carta de sucesión (BOE del 22 de enero de 2005), le sucedió su hijo:
- José Saavedra y Ligne, IV marqués de Villalobar.